# Titularbistum Narona
Narona ist seit 1933 ein Titularbistum der römisch-katholischen Kirche. 
Über den Beginn des Christentums in Narona findet sich fast nichts in den Überlieferungen. Eine einzige Urkunde berichtet über die Teilnahme eines Bischofs Marcellus von Narona an zwei Konzilien in Salona (dem heutigen Solin), in den Jahren 530 und 533. Auf dem Konzil von Salona im Jahre 533 wurden aus dem Diözesangebiet Naronas zwei neue Gemeinden gegründet, Makarska und Sarsenterum.  Es geht zurück auf ein früheres Bistum in der römischen Provinz Dalmatia bzw. Dalmatia Inferior in der Stadt Narona, das der Kirchenprovinz Salona zugeordnet war.
| Titularbischöfe von Narona |                                              |                                                                         |                    |                    |
| Nr.                        | Name                                         | Amt                                                                     | von                | bis                |
| 1                          | Leo Pietsch                                  | Weihbischof in Seckau/Graz-Seckau (Österreich)                          | 27. August 1948    | 30. September 1981 |
| 2                          | John Bulaitis Titularerzbischof pro hac vice | Apostolischer Delegat, Apostolischer Pro-Nuntius, Apostolischer Nuntius | 30. September 1981 | 25. Dezember 2010  |
| 3                          | Helmut Dieser                                | Weihbischof in Trier (Deutschland)                                      | 24. Februar 2011   | 23. September 2016 |